# 京都市LRT構想
京都市LRT構想（きょうとしエルアールティーこうそう）とは、京都市において検討が行われていた交通政策事案の一つである。

## 概要
1997年12月、地球温暖化防止京都会議が国立京都国際会館において開催されたのを機に、1978年9月30日限りで廃止された京都市電を、主にヨーロッパ諸国などで導入が進められていたLRT（Light Rail Transit、軽量軌道交通）の形で復活させようという提言が複数の団体からなされた。それを受けた京都市によって、LRTをはじめとする新しい公共交通システムの導入のあり方などについて検討が進められた結果、2005年8月に『新しい公共交通システム調査報告書』として公表された。
2007年1月24日に今出川通（北野白梅町～出町柳駅前）で道路中央部を車線規制して、乗客役のモニター248名を動員し、バスを電車に見立てて運行する社会実験も実施された。好意的な意見もある一方で、沿線商店業者などからは否定的な意見もあり、2007年度以降は目立った動きもなくなり進展がみられなくなった。
もっとも構想が具体化していた今出川線については、地元の住民や寺社・大学等が「京都・今出川通りにLRT実現を推進する会」
を2007年に結成し、2009年には具体的な敷設構想を京都市側に提出した。しかし、市側の財政状況などから実現のめどが立たないため、2010年2月に「推進する会」を解散する方針であることが明らかになり、同年4月に解散した。後の報道では、326億円と見込まれた事業費に加え、沿線住民の約半数が導入に反対したことで計画が頓挫したとされている。
その後、2012年になり、改めて市が研究会を発足させて、2015年度の導入整備計画策定を目指していると報じられたが、続報はない。

## 計画路線一覧
| 色 | 路線名   | 区間 | キロ程 | 駅数 |
| --- | -------- | --- | ------ | ---- |
| | 河原町線 | 京都駅前駅 - 七条河原町駅 - 河原町五条駅 - 四条河原町駅 - 河原町三条駅 - 三条京阪駅 - 東山三条駅（三条通ルート）                                                                                  | 3.6km  | 9駅  |
| 京都駅前駅 - 七条河原町駅 - 河原町五条駅 - 四条河原町駅 - 四条京阪前駅 - 祇園駅（四条通ルート）                       | 河原町線 | 3.0km | 8駅    |      |
| | 東大路線 | 京都駅前駅 - 七条河原町駅 - 七条京阪前駅 - 東山七条駅 - 祇園駅 - 東山三条駅 - 熊野神社前駅 - 百万遍駅 - 叡電元田中駅（元田中ルート）                                                              | 6.6km  | 13駅 |
| 京都駅前駅 - 七条河原町駅 - 七条京阪前駅 - 東山七条駅 - 祇園駅 - 東山三条駅 - 熊野神社前駅 - 銀閣寺道駅（白川ルート） | 東大路線 | 7.0km | 14駅   |      |
| | 今出川線 | 北野白梅町駅 - 堀川今出川駅 - 河原町今出川駅 - 叡電出町柳駅（出町柳ルート） | 4.1km  | 8駅  |
| 北野白梅町駅 - 堀川今出川駅 - 河原町今出川駅 - 出町柳駅前駅 - 百万遍駅 - 銀閣寺道駅（銀閣寺ルート）                   | 今出川線 | 5.6km | 11駅   |      |
| | 中環状線 | 烏丸御池駅 - 河原町三条駅 - 四条河原町駅 - 河原町五条駅 - 烏丸五条駅 - 堀川五条駅 - 堀川六角駅 - 烏丸御池駅                                                                                       | 6.1km  | 16駅 |
| | 小環状線 | 四条大宮駅 - 四条堀川駅 - 四条烏丸駅 - 四条河原町駅 - 河原町三条駅 - 烏丸御池駅 - 四条烏丸駅 | 4.3km  | 15駅 |
| | 堀川線   | 京都駅前駅 - 堀川七条駅 - 堀川五条駅 - 堀川六角駅 - 堀川今出川駅 | 5.2km  | 9駅  |
| | 大環状線 | 北大路駅前駅 - 高野駅 - 叡電元田中駅 - 百万遍駅 - 熊野神社前駅 - 東山三条駅 - 祇園駅 - 東山七条駅 - 東福寺駅 - 九条駅 - 東寺駅 - 西大路駅前駅 - 円町駅 - 北野白梅町駅 - 金閣寺道駅 - 北大路駅前駅 | 22.2km | 42駅 |

## 導入予定車両
- 14m車（鹿児島タイプ）
  - 定員：55人/編成
- 18m車（熊本市電タイプ）
  - 定員：76人/編成
- 30m 車（広島タイプ）
  - 定員：153 人/編成
- 33m車（フランス・ストラスブールタイプ）
  - 定員：210人/編成